# Powtech Technopharm
Die Powtech Technopharm (Eigenschreibweise POWTECH TECHNOPHARM) ist eine internationale Fachmesse für mechanische, thermische und analytische Verfahren zur Verarbeitung von Stoffen in unterschiedlichen Aggregatzuständen: Granulat, Pulver, Stücke und Schüttgut, Flüssigkeiten, Pasten und Gase.
Sie befasst sich zudem mit der GxP-konformen Pharmazeutika-Herstellung. Veranstalter ist die NürnbergMesse mit Unterstützung durch die APV und die VDI-Gesellschaft Verfahrenstechnik und Chemieingenieurwesen. Die Messe findet ab 2025 jeweils zwei Jahre in Folge im September in Nürnberg statt, alle drei Jahre pausiert sie.

## Aussteller und Besucher
Die Fachmesse zielt auf Aussteller und Fachbesucher aus den Wirtschaftszweigen und Themenbereichen Maschinen- und Anlagenbau, Pharma, Chemie, Kosmetik, Lebensmittel, Futtermittel, Bau-Steine-Erden, Keramik, Kunststoff, Gummi, Energie (insbesondere Batterien), Umwelt und Recycling.
2023 waren 553 Aussteller aus 27 Ländern vor Ort, 43 Prozent kamen aus dem Ausland. Die Veranstalter zählten rund 9300 Besucher, zirka 40 Prozent reisten aus dem Ausland an.

## Themen
Das Angebotsspektrum der Powtech umfasst folgende Bereiche:
- Labor und Entwicklung
- Rohstoffaufbereitung und Dosierung
- Fertigung
- Produktionsumgebung
- Transport und Lagerung
- Abfülltechnik
- Analyse und Kontrolle
- Verpackung und Kennzeichnung
- Sicherheit und Umweltschutz
- Spezialdienstleistungen

## Partec-Kongress
Im Rahmen der Fachmesse findet alle drei Jahre der Partec-Kongress statt, ein internationaler Kongress zum Thema Partikeltechnologie. Ziel ist neben der Präsentation wissenschaftlicher Erkenntnisse der Austausch und die Begegnung zwischen den verschiedenen Disziplinen sowie zwischen Universität und Industrie.

## Geschichte
Die heutige Messe hat mehrere Wurzeln. Erstmals fand 1971 eine Messe mit dem Namen Powtech in Harrogate (Großbritannien) statt. Alle zwei Jahre wurde sie wiederholt. 1979 zog sie nach Birmingham um. 1978 wurde sie auch in Basel veranstaltet, es deutete sich außerdem an, dass sie auch nach Deutschland kommen würde. Die zweite Wurzel der Messe liegt in der Kongressreihe Partec, die 1973 mit wesentlicher Beteiligung von Hans Rumpf konzipiert und 1975 erstmals in der Nürnberger Meistersingerhalle durchgeführt wurde. Nach längeren Verhandlungen wurden beide Wurzeln bis 1982 zusammengeführt, sodass der Fachkonkress und die Fachmesse gleichzeitig an einem Ort realisierbar waren, erstmals 1984 in Nürnberg. 1993 übernahm die NürnbergMesse die Veranstaltung, also Kongress und Messe, vollständig. 1999 wurde erstmals gleichzeitig mit der Powtech die TechnoPharm durchgeführt, denn zwischen den Veranstaltungsthemen und Ausstellern gab es relevante Schnittmengen. Drei Jahre später kam eine dritte Messeveranstaltung zum Verbund: die ExploRisk, eine internationale Fachmesse für Explosionsschutz und Anlagensicherheit; dieses Messetrio blieb bis 2004 zusammen.
Die Internationalisierung der Powtech begann 2005 in China; in Shanghai arbeitete sie konzeptionell mit der dortigen International Powder & Bulk zusammen, einer Fachmesse für Unternehmen aus dem Bereich der Pulver- und Schüttgutindustrie. Zwei Jahre darauf erwarb die NürnbergMesse die International Powder/Bulk Conference & Exhibition in Shanghai und besitzt damit die Veranstaltungsrechte der jährlich stattfindenden Fachmesse inklusive Kongress. Seit 2016 gibt es in Indien und seit 2017 in Brasilien (FCE Cosmetique) zwei weitere Varianten dieser Fachmesse.
2016 war ebenfalls das Jahr, in dem die TechnoPharm erstmals in die Powtech integriert wurde. 2020 entfiel die Messe aufgrund der COVID-19-Pandemie. Drei Jahre später teilte die NürnbergMesse die Umfirmierung der Powtech zur Powtech Technopharm mit, um die wachsende Bedeutung der Pharma- und der Life Science-Industrie stärker abzubilden. Zugleich passte sie den Veranstaltungsrhythmus an: Sie findet ab 2025 zweimal nacheinander statt und pausiert anschließend ein Jahr.